# Рахимов, Джурабек Рахимович
Джурабек Рахимович Рахимов (узб. Joʻrabek Rahimovich Rahimov; 10 июля 1979 года, Хорезмская область) — узбекский экономист и государственный деятель. С 2022 года хоким (глава администрации) Хорезмской области. Член Либерально-демократической партии Узбекистана. Депутат народных депутатов Кушкупирского районного Совета.

## Биография

### Образование
В 2003 году окончил Ташкентский государственный аграрный университет, в 2005 году — магистратуру Ташкентского государственного аграрного университета, в 2012 году — Академию государственного управления при Президенте Республики Узбекистан. По специальности ученый-агроном, экономист.

### Трудовая деятельность
1997—1998 гг. — член кооперативного хозяйства «Гулистон» Шаватского района.
1998—1999 гг. — руководитель фермерского хозяйства «Маткурбан Ботир» Шаватского района.
1999—2003 гг. — студент Ташкентского государственного аграрного университета (заочно).
2000—2003 гг. — руководитель фермерского хозяйства «Маткурбан Ботир» Шаватского района.
2003—2005 гг. — аспирант Ташкентского государственного аграрного университета.
2005—2006 гг. — глава фермерского хозяйства «Маткурбан батыр» Шаватского района.
2006—2007 гг. — ведущий агроном центра защиты растений Шаватского района, директор центра.
2007—2008 гг. — сотрудник администрации Шаватского района.
2008—2011 гг. — директор Шаватского районного представительства Союза фермеров и фермерских хозяйств.
2011—2013 гг. — первый заместитель начальника Шаватского районного управления сельского и водного хозяйства по вопросам агротехники.
2011—2013 гг. — слушатель Академии государственного и общественного строительства при Президенте Республики Узбекистан.
2013—2013 гг. — начальник отдела сельского и водного хозяйства Шаватского района.
2013—2016 гг. — начальник управления сельского и водного хозяйства Хорезмской области.
2016—2018 гг. — хоким Багатского района.
2018—2022 гг. — хоким Кушкупирского района.
2022—2023 — временно исполняющий обязанности хокима Хорезмской области.
31 марта 2023 года утвержден хокимом Хорезмской области.
В 2024 году награждён орденом «Меҳнат шуҳрати».